# Recours de plein contentieux en droit administratif français
En droit français, le recours de plein contentieux (ou de pleine juridiction) est un recours contentieux qui s'exerce devant le juge administratif, et sur lequel la juridiction administrative prononce entre l'administration et ses contradicteurs, comme les juridictions de droit privé entre deux parties en litige. Ainsi le juge peut-il, suivant la définition classique d'Edouard Laferrière, réformer les décisions de l'administration non seulement quand elles sont illégales, mais encore lorsqu'elles sont erronées, leur substituer des décisions nouvelles, constater des obligations et prononcer des condamnations nouvelles. Il se distingue des recours pour excès de pouvoir. Il comprend notamment les recours en indemnisation.

## Les pouvoirs du juge
Le juge dispose de nombreux pouvoirs lors d'un recours en plein contentieux. Il peut annuler ou valider un acte administratif (comme dans le cadre du recours pour excès de pouvoir), mais également le réformer (modifier) voire lui en substituer un nouveau. Il statue alors en fonction du droit en vigueur à la date de sa propre décision. De même, il peut condamner l’administration à des dommages et intérêts (indemnités).

## Un contentieux hétérogène
Il comprend notamment les recours en responsabilité (responsabilité contractuelle, responsabilité pour faute, responsabilité sans faute), mais aussi d'autres formes de recours : contentieux des contrats, contentieux fiscal, contentieux électoral, contentieux des ordres de recettes, contentieux des installations classées pour la protection de l'environnement (ICPE), des autorisations dans le domaine de la législation "eau", contentieux des installations nucléaires de base (INB), etc.
Le ministère d’avocat est obligatoire lorsque le contentieux se rattache à un domaine où il est obligatoire (par exemple recours comportant une demande d'indemnisation).